# Efstratios Korakas
Efstratios Korakas, gr. Στρατής Κόρακας (ur. 19 czerwca 1940 w Mitylenie) – grecki polityk, działacz komunistyczny, parlamentarzysta krajowy, od 1999 do 2004 poseł do Parlamentu Europejskiego.

## Życiorys
Z wykształcenia ekonomista, studiował w Belgii na Katolickim Uniwersytecie w Leuven.
Od 1985 do 1999 był deputowanym do Parlamentu Hellenów w okręgu Lesbos. Początkowo reprezentował Komunistyczną Partię Grecji, następnie Koalicję Lewicy i Postępu, a od 1991 ponownie komunistów. W 1999 uzyskał mandat posła do Parlamentu Europejskiego V kadencji. Przystąpił do grupy Zjednoczonej Lewicy Europejskiej i Nordyckiej Zielonej Lewicy, pracował m.in. w Komisji Spraw Zagranicznych, Praw Człowieka, Wspólnego Bezpieczeństwa i Polityki Obronnej. W PE zasiadał do 2004. Pozostał aktywistą partyjnym w prefekturze Lesbos.